# Phát triển theo hướng thử nghiệm
Phát triển theo hướng thử nghiệm (tiếng Anh: Test-driven development, viết tắt: TDD) là một quy trình phát triển phần mềm dựa trên sự lặp lại của một chu kỳ phát triển rất ngắn: thay cho các yêu cầu kỹ thuật là các trường hợp thử nghiệm thật cụ thể, sau đó phần mềm được cải thiện chỉ để vượt qua các bài thử nghiệm mới. Điều này trái ngược với phát triển phần mềm mà cho phép thêm tính năng vào mà chưa được chứng minh là đáp ứng được yêu cầu.
Kent Beck, người được ghi nhận là đã phát triển hoặc 'tái khám phá' kỹ thuật lập trình này, đã tuyên bố vào năm 2003 rằng TDD hỗ trợ những thiết kế đơn giản và tạo sự tin cậy cao.
Phát triển hướng kiểm thử có liên quan đến các khái niệm lập trình theo kiểu kiểm thử trước của eXtreme Programming, khởi đầu vào năm 1999, nhưng gần đây đã tạo ra nhiều mối quan tâm chung hơn theo đúng nghĩa của nó.